# Batalla de Pornic (23 de març de 1793)

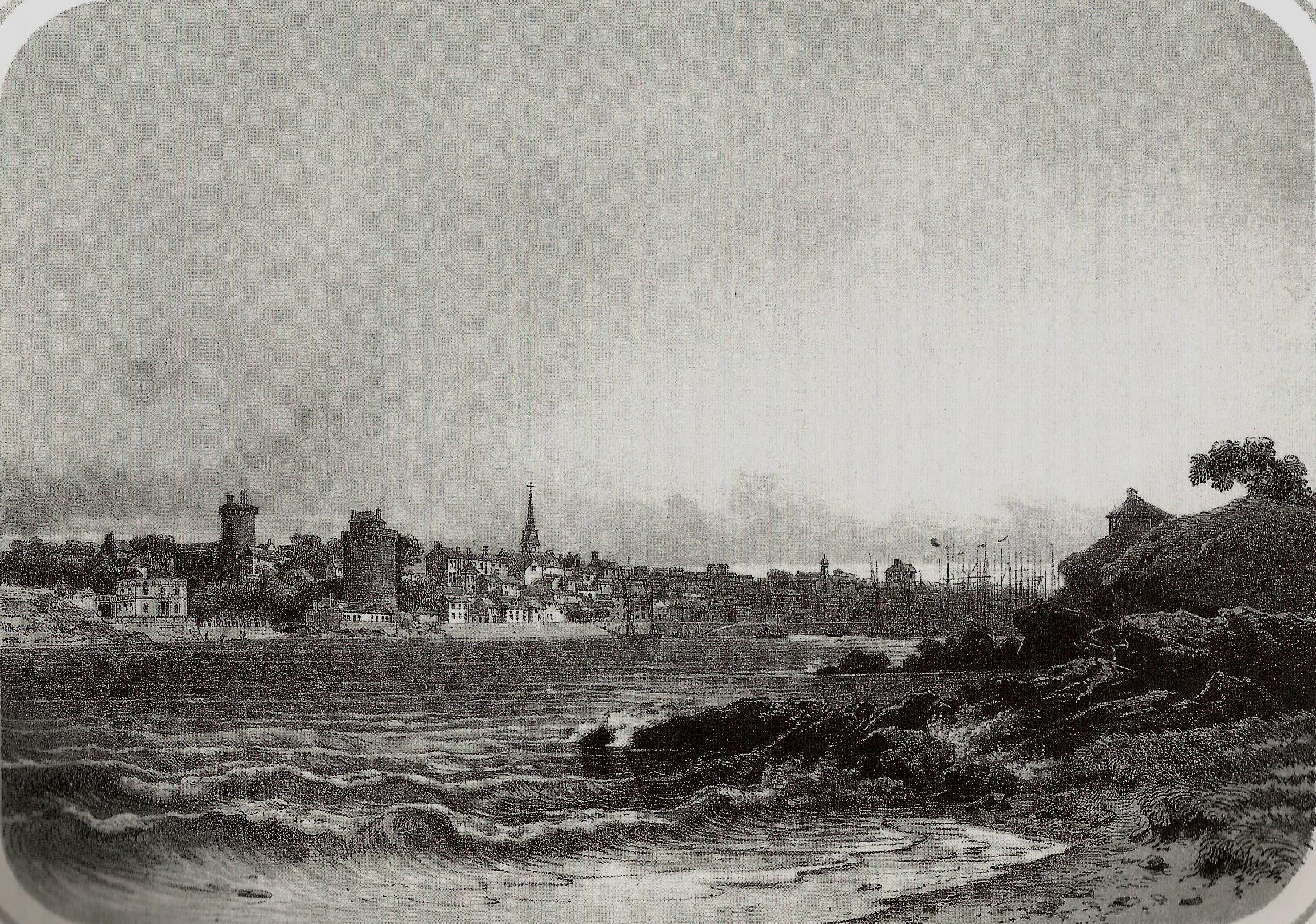
Ciutat de Pornic, gravat per Thomas Drake

Batalla de Pornic (23 de març de 1793) durant la Revolta de La Vendée. Comença al començament del dia amb la presa de la ciutat de Pornic pels insurgents de Vendée i acaba al vespre amb un contraatac que permet als republicans recuperar el control de la ciutat.

## Preludi
Després d'haver pres Machecoul, els camperols insurgents del Pays de Retz decideixen estendre la insurrecció als voltants de Pornic i Paimbœuf, la població de la qual es va mantenir favorable a la República.
Els insurrectes es van dirigir per primerament cap a la ciutat de Bourgneuf-en-Retz, situada a uns deu quilòmetres al sud-est de Pornic. Advertides el vespre de l'11 de març de l'imminent atac, les autoritats locals van mostrar poca inclinació a la resistència i els guàrdies nacionals, amb prou feines fornida per un centenar de soldats, es van dissoldre. El 12 de març al migdia, Bourgneuf-en-Retz es va rendir a la primera convocatòria i va ser envaït per diversos milers d'insurgents dirigits per Louis-François Ripault de La Cathelinière i Louis Guérin. Catorze patriotes són arrestats, inclòs l'alcalde Pierre Mourains. Els insurgents van marxar llavors per atacar Paimbœuf, però són ràpidament foragitats per l'artilleria republicana.
Pornic està reforçat pels guàrdies nacionals de La Plaine-sur-Mer, Le Clion-sur-Mer, Saint-Michel-Chef-Chef, Sainte-Marie-sur-Mer i La Bernerie-en-Retz, en total uns 200 homes. Els Porniquesos van pensar per un moment tornar a caure sobre Paimbœuf, però la ciutat va enviar 1.000 homes per reforçar-los amb un canó, abans que el districte de Paimbœuf, de sobte pres de por, recordés les seves forces uns dies després, deixant a Pornic sol per enfrontar-se als Vendeans.
Malgrat la presència d'un antic castell i muralles, els patriotes van decidir portar a la reunió d'insurgents en un atac. Desplegen els seus llocs avançats a les dues carreteres de Bourgneuf-en-Retz, formen una barricada amb un canó i posen les forces en reserva a la Place du Marchix.
No obstant això, la revolta va interrompre el subministrament i a Pornic li falta menjar. Un habitant del poble de Moutiers-en-Retz es va oferir llavors a proporcionar a la ciutat vuit barrils de blat que eren a casa seva. El 23 de març al matí, tot i la presència dels vendeans a Bourgneuf-en-Retz, un destacament de 400 homes amb un canó i sis genets lleugers, posats a les ordres del capità Coueffé, va anar a la ciutat a buscar els barrils. Només queden 150 guàrdies nacionals a Pornic. No obstant això, durant la nit, un reialista de Pornic surt a avisar Louis-Marie de La Roche Saint-André. Informat, el general reialista va fer que les seves tropes es posessin en marxa a Machecoul el 23 de març a la matinada. Evita el destacament del capità Coueffé de Le Clion-sur-Mer i camina directament per Pornic. Louis-François Ripault de La Cathelinière també es trasllada a Pornic des de Bourgneuf-en-Retz.

## Forces en presència
En total, els insurrectes són fornits per de 3.000 a 4.000, i estan comandats per Louis-Marie de La Roche Saint-André, Louis-François Ripault de La Cathelinière, Joseph de Flameng i Louis Guérin. Els patriotes només tenen 550 guàrdies nacionals, sis gendarmes muntats i dos canons.

## Procediment
Captura de Pornic pels insurgents
La Roche-Saint-André divideix el seu exèrcit en dues columnes: el primer atac per la calçada, la segona pel pont Clion. La lluita comença a les tres de la tarda, quan els insurgents ataquen des de la butte du Boismin. Set o vuit republicans apostats a la vinya de Sainte-Anne inicien foc obert. Una bala de canó colpeja una roca, els fragments de la qual van ferir diversos atacants. Els insurgents van passar per un camí enfonsat i els artillers van caure de nou a la ciutat amb la seva peça. El lloc de la calçada, sense canons, va caure de nou sense lluitar.
Els 150 defensors es van reunir a la Place du Marchix i els Vendeans van atacar a través de la Rue de Tartifume i la Rue de la Touche. Un primer grup de republicans es va refugiar darrere de la casa Chabot i va col·locar el canó contra l'estret carrer Tartifume, mentre que un segon grup es va formar en un grup d'escara mussos per ocupar el carrer de la Touche.
Després de dues hores de combat sense èxit, La Roche Saint-André decideix envoltar la plaça i enviar les seves tropes pels altres dos carrers. Aleshores, el comandant Babain va donar l'ordre d'evacuar la ciutat: recull les seves forces i realitza un avanç al carrer de la Touche, mentre que l'arma, col·locada a la part posterior de la columna, manté els perseguidors a distància. Els republicans van recaure sobre Paimbœuf sense ser perseguits.
Al voltant de 17:30 gener, els pagesos són propietaris de Pornic, però deploren diverses morts, mentre que els republicans no han patit cap pèrdua. Segons l'autor porniquès Jean-François Carou, favorable als republicans i fill d'un guàrdia nacional que va participar en els combats, la presa de la ciutat va anar acompanyada de l'assassinat de set vells i un "ximplet", així com per la mort dels Porniquesos que havien advertit La Roche Saint-André, afusellat per error per un insurgent. No obstant això, per a l'historiador Lionel Dumarcet, aquestes execucions no estan atestades. Dos oficials municipals també són assassinats segons Alfred Lallié. Els rebels saquen diverses cases i s'emborratxen mentre celebren la seva victòria.
200 homes de la fragata La Capricieuse i del regiment Cap es preparaven per venir com a reforços, però al seu torn es van retirar a Paimbœuf quan van saber que Pornic havia estat pres.
Represa de Pornic pels republicans
A les set del vespre, el destacament que es va dirigir a Moutiers-en-Retz va tornar als afores de Pornic quan va saber dels habitants que els insurgents havien pres la ciutat. Els guàrdies nacionals del camp es dispersen per tornar a casa seva, només els Porniquesos decideixen recuperar la ciutat. Segons les memòries del líder de la Vendée Lucas de La Championnière i de 70 a 80 homes, entre els quals hi ha quatre gendarmes muntats, segons els informes republicans, aquests últims només tenen entre 30 i 50 homes. La petita tropa és comandada pel capità Coueffé5. Pierre Albine - o Abeline - sacerdot constitucional i capità de la guàrdia nacional de Le Clion-sur-Mer, també és present.
A prop de les vuit del vespre, els republicans passen per la calçada i entren a la ciutat al ritme de carrera. No obstant això, els insurrectes continuen celebrant la seva victòria i una gran part d'ells estan borratxos. Un primer camperol aïllat va ser assassinat a prop de la capella de Sainte-Anne; un segon, trobat borratxo, va ser assassinat a trets al carrer de la Marina. No obstant això, les alertes de descàrrega els insurgents massificats a la Place du Marchix. Aquests últims baixen per l'escala de Galipaud i la lluita comença al carrer dels Sables. Els republicans pugen les escales de Recouvrance i fins i tot aconsegueixen aixecar el seu canó i després caminen per la place du Marchix, passant pel carrer del castell i l'església. Després es despleguen com a guerrillers a la plaça mentre els insurgents tornen a atacar a través del carrer Tartifume i l'escala Galipaud.
La lluita dura tres hores, finalment el capità Coueffé té el canó posicionat, reservat perquè les caixes de municions es van perdre durant el camí. La primera bala no colpeja ningú, però el so de la descàrrega provoca pànic entre els camperols que es retiren. Llavors, els republicans carreguen amb la baioneta i posen els seus oponents en fuga. Aquests últims abandonen la ciutat sense ser perseguits.
El 24 de març, La Cathelinière es va traslladar a Bourgneuf-en-Retz amb 600 homes i van disparar a entre tres i dotze persones. Ell mateix abat l'alcalde de la ciutat, Pierre Mourain. Altres presoners són portats a Machecoul. Acusat pels camperols de ser responsables de la derrota i amenaçat pel comitè reialista de Machecoul dirigit per René Souchu, La Roche Saint-André va fugir el mateix vespre de la lluita i va trobar refugi a l'illa de Noirmoutier. Després se substitueix per François de Charette de La Contrie.

## Pèrdues
Després de la lluita, diversos captius van ser executats sumàriament pels republicans, però es va debatre sobre l'abast de les atrocitats. Segons les memòries del líder reialista Lucas de La Championnière, 250 Vendeans van romandre en mans dels republicans abans de ser assassinats l'endemà. [nota nº. 1] El 31 de març de 1793, a París, Mellinet, diputat per Loire-Inférieure, informa de la lluita i declara que vuitanta-cinc patriotes de Pornic van lluitar, van matar dos-cents i van fer tres-cents presoners, que, en la seva fúria també van matar, El 1859, l'historiador porniquès Jean-François Carou escriu que els captius executats sumàriament després de la baralla són només una vintena, i que les matances les comet principalment un mariner anomenat Olivier Renaud, acompanyat de tres o quatre homes, que busca diverses cases i mata a tots els rebels que captura.
L'historiador Alain Gérard reprèn els resultats de Mellinet i considera que les massacres de Machecoul es cometen com a represàlia pels assassinats de Pornic. Tanmateix, l'historiador Lionel Dumarcet relativitza les declaracions de Mellinet, que segons ell "té informació de segona mà". Conclou: En última instància, és molt difícil formar-se una opinió. Vam arribar ràpidament a aquesta massacre per justificar millor les execucions de Machecoul després? Totes les hipòtesis són possibles.
El jove líder insurgent Joseph de Flameng és presoner. No aconseguint fugir, es va refugiar amb un forner al Gran carrer anomenat Himené, que va acceptar amagar-lo a canvi de 100 lluïsos d'or. Però aquest el va denunciar als patriotes i Flameng va ser portat al capità Coueffé, lloc del Marchix, que, després de preguntar-li simplement el seu nom, el va matar amb una pistola al pit.
El dia després de la batalla, els cossos dels agricultors són conduïts a la vaga per a l'enterrament. Segons l'historiador Alphonse de Beauchamp, 12 presoners són els encarregats de cavar les fosses, i després són afusellats, però aquest relat és fortament contestat per Jean-François Carou.
Segons l'ensenya Julien Gautier, que va participar en la segona batalla, hi ha 20 morts o ferits al costat dels patriotes i 211 entre els bandolers. Tanmateix, la seva història conté algunes imprecisions perquè deixa Pornic el mateix vespre de la lluita. [nota nº. 2] Segons Rivet, sacerdot constitucional de Moutiers-en-Retz, 216 bandolers van morir contra quatre o cinc guàrdies nacionals morts o ferits.[nota nº. 3] Segons l'informe republicà oficial, més de 200 insurgents van morir mentre el destacament que va fer-se càrrec de Pornic deplorava només 4 ferits.[nota nº. 4] L'informe del districte de Paimbœuf al departament de Loire-Inferieure també esmenta 200 bandolers que van romandre del lloc. [nota nº. 5] El 8 d'abril, l'alcalde de Nantes va escriure que "85 ciutadans" van matar "215 enemics". Segons Jean-François Carou, a la platja hi ha enterrats 216 cossos insurgents. Per a l'historiador Lionel Dumarcet: "la majoria dels autors calculen les pèrdues reialistes en 216 homes".